# École régionale des beaux-arts de Batna
Pour les articles homonymes, voir École des beaux-arts.
L'école régionale des beaux-arts de Batna est une école d’art, fondée à Batna en 1987. Elle accueille des étudiants de plusieurs wilayas d'Algérie.

## Filières
- Peinture
- Sculpture
- Miniature arabe
- Communication visuelle
- Décoration

## Professeur célèbres
- Rachid Hamatou, enseignant de la langue française et enseignant de photographie, né en 1961 à El Madher.